# Hardinsburg (Kentucky)
Hardinsburg é uma cidade localizada no estado americano de Kentucky, no Condado de Breckinridge.

## Demografia
Segundo o censo americano de 2000, a sua população era de 2345 habitantes.
Em 2006, foi estimada uma população de 2449, um aumento de 104 (4.4%).

## Geografia
De acordo com o United States Census Bureau tem uma área de
9,4 km², dos quais 9,2 km² cobertos por terra e 0,2 km² cobertos por água. Hardinsburg localiza-se a aproximadamente 216 m acima do nível do mar.

## Localidades na vizinhança
O diagrama seguinte representa as localidades num raio de 32 km ao redor de Hardinsburg.